# العلاقات الأسترالية الميانمارية
العلاقات الأسترالية الميانمارية هي العلاقات الثنائية التي تجمع بين أستراليا وميانمار.

## مقارنة بين البلدين
هذه مقارنة عامة ومرجعية للدولتين:
| وجه المقارنة                                              | أستراليا                                   | ميانمار          |
| --------------------------------------------------------- | ------------------------------------------ | ---------------- |
| المساحة (كم2)                                             | 7.69 مليون                                 | 676.58 ألف       |
| عدد السكان (نسمة)                                         | 24.51 مليون                                | 53.37 مليون      |
| الكثافة السكانية (ن./كم²)                                 | 3.19                                       | 78.88            |
| العاصمة                                                   | كانبرا، ملبورن                             | نايبيداو، يانغون |
| اللغة الرسمية                                             | لغة إنجليزية                               | اللغة البورمية   |
| العملة                                                    | دولار أسترالي، جنيه إسترليني، جنيه أسترالي | كيات ميانماري    |
| الناتج المحلي الإجمالي (بليون دولار)                      | 1.32 تريليون                               | 69.32 مليار      |
| الناتج المحلي الإجمالي (تعادل القوة الشرائية) بليون دولار | 1.10 تريليون                               | 282.95 مليار     |
| الناتج المحلي الإجمالي الاسمي للفرد دولار أمريكي          | 56.31 ألف                                  | 1.16 ألف         |
| الناتج المحلي الإجمالي للفرد دولار أمريكي                 | 45.92 ألف                                  |                  |
| مؤشر التنمية البشرية                                      | 0.939                                      | 0.536            |
| رمز المكالمات الدولي                                      | +61                                        | +95              |
| رمز الإنترنت                                              | .au                                        | .mm              |
| المنطقة الزمنية                                           |                                            | ت ع م+06:30      |

## منظمات دولية مشتركة
يشترك البلدان في عضوية مجموعة من المنظمات الدولية، منها:
| علم المنظمة | اسم المنظمة                        | تاريخ انضمام أستراليا | تاريخ انضمام ميانمار |
| ----------- | ---------------------------------- | --------------------- | -------------------- |
|             | مؤسسة التنمية الدولية              | 24 سبتمبر 1960        | 5 نوفمبر 1962        |
|             | المنظمة الهيدروغرافية الدولية      | ?                     | ?                    |
|             | مؤسسة التمويل الدولية              | 20 يوليو 1956         | 3 ديسمبر 1956        |
|             | منظمة حظر الأسلحة الكيميائية       | ?                     | ?                    |
|             | يونسكو                             | 4 نوفمبر 1946         | 27 يونيو 1949        |
|             | الأمم المتحدة                      | 1 نوفمبر 1945         | 19 أبريل 1948        |
|             | أسيان                              | ?                     | 23 يوليو 1997        |
|             | الاتحاد الدولي للاتصالات           | 27 مايو 1878          | 15 سبتمبر 1937       |
|             | منظمة الشرطة الجنائية الدولية      | ?                     | ?                    |
|             | البنك الدولي للإنشاء والتعمير      | 5 أغسطس 1947          | 3 يناير 1952         |
|             | الاتحاد البريدي العالمي            | ?                     | ?                    |
|             | وكالة ضمان الاستثمار متعدد الأطراف | 10 فبراير 1999        | 16 ديسمبر 2013       |
|             | بنك التنمية الآسيوي                | 1966                  | 1973                 |
|             | منظمة التجارة العالمية             | ?                     | ?                    |
|             | منتدى آسيان الإقليمي ‏              | ?                     | ?                    |

## وصلات خارجية
- موقع وزارة الخارجية الأسترالية
- موقع وزارة الخارجية الميانمارية